# Католицька церква в Руанді
Като́лицька це́рква в Руа́нді — найбільша християнська конфесія Руанди. Складова всесвітньої Католицької церкви, яку очолює на Землі римський папа. Керується конференцією єпископів. Станом на 2004 рік у країні нараховувалося близько 4 133 000 католиків (47,92% від усього населення). Існувало 9 діоцезій, які об'єднували 138 церковних парафій.  Кількість  священиків — 537 (з них представники секулярного духовенства — 413, члени чернечих організацій — 124), постійних дияконів — 0, монахів — 331, монахинь — 1390.